# 中华人民共和国外交部离退休干部局
中华人民共和国外交部离退休干部局（英語：Bureau for Retired Personnel of the Ministry of Foreign Affairs of the People's Republic of China），是中华人民共和国外交部直接领导的工作机关。

## 职能
外交部离退休干部局主要按照国务院和外交部给其确定的工作范围，负责办理负责机关离退休干部工作，指导直属单位的离退休干部工作。

## 历任局长
- 孙志诚（1986－？）
- 高捷（1996－1999）
- 宋马锁（1998－2002）
- 乔红（2002－2006）
- 闵永年（2006－2010）
- 黄长庆（2010－2015.06）
- 周文智（2015.07－2025.04）
- 陈雯（2025.04－）